# خوف (إسلام)
يعتقد المسلمون أن الخوف عبادة للقلب لا تصلح إلا لله تعالى، فهي كالذل والإنابة والتوكل والمحبة والرجاء وغيرها من عبادة القلب لله تعالى، ويرون أن هذه العبادة قد جاء في بيان عظمتها مواضع عديدة في القرآن والسنة النبوية؛ فناسب بيان مفهومها وأدلتها، والفرق بينها وبين اليأس والقنوط، مع بيان الأسباب الجالبة للخوف من الله، وذكر الأسباب التي تحسم مادة الخوف من غير الله، مع التفصيل لأقسام الخوف من جهة الحكم.

## مفهوم الخوف
قال الراغب الأصفهاني: «الخوف من الله لا يراد به ما يخطر بالبال من الرعب كاستشعار الخوف من الأسد، بل يراد به الكف عن المعاصي وتحري الطاعات، ولذلك قيل: لا يعد خائفا من لم يكن للذنوب تاركا».

## الخوف في الشريعة الإسلامية
بحسب الشريعة الإسلامية فإن عبادة الخوف من الله تعالى من أجلّ العبادات وأعظمها، بل هي أحد أركان العبادة الثلاثة: المحبة والخوف والرجاء، والخوف هو فرض على كل أحد، وشرط للإيمان، وعلى قدر إيمان العبد يكون الخوف من الله.
قال تعالى: ﴿إِنَّمَا ذَلِكُمُ الشَّيْطَانُ يُخَوِّفُ أَوْلِيَاءَهُ فَلَا تَخَافُوهُمْ وَخَافُونِ إِنْ كُنْتُمْ مُؤْمِنِينَ ۝١٧٥﴾ [ آل عمران:175]، ﴿وَقَالَ اللَّهُ لَا تَتَّخِذُوا إِلَهَيْنِ اثْنَيْنِ إِنَّمَا هُوَ إِلَهٌ وَاحِدٌ فَإِيَّايَ فَارْهَبُونِ ۝٥١﴾ [ النحل:51].
والله تعالى حقيق أن يُخشى ويتقى، قال تعالى لنبيه: ﴿وَإِذْ تَقُولُ لِلَّذِي أَنْعَمَ اللَّهُ عَلَيْهِ وَأَنْعَمْتَ عَلَيْهِ أَمْسِكْ عَلَيْكَ زَوْجَكَ وَاتَّقِ اللَّهَ وَتُخْفِي فِي نَفْسِكَ مَا اللَّهُ مُبْدِيهِ وَتَخْشَى النَّاسَ وَاللَّهُ أَحَقُّ أَنْ تَخْشَاهُ فَلَمَّا قَضَى زَيْدٌ مِنْهَا وَطَرًا زَوَّجْنَاكَهَا لِكَيْ لَا يَكُونَ عَلَى الْمُؤْمِنِينَ حَرَجٌ فِي أَزْوَاجِ أَدْعِيَائِهِمْ إِذَا قَضَوْا مِنْهُنَّ وَطَرًا وَكَانَ أَمْرُ اللَّهِ مَفْعُولًا ۝٣٧﴾ [ الأحزاب:37]، وقال تعالى: ﴿أَلَا تُقَاتِلُونَ قَوْمًا نَكَثُوا أَيْمَانَهُمْ وَهَمُّوا بِإِخْرَاجِ الرَّسُولِ وَهُمْ بَدَءُوكُمْ أَوَّلَ مَرَّةٍ أَتَخْشَوْنَهُمْ فَاللَّهُ أَحَقُّ أَنْ تَخْشَوْهُ إِنْ كُنْتُمْ مُؤْمِنِينَ ۝١٣﴾ [ التوبة:13]، ونهى الله عن الخوف من الكافرين والظالمين والناس أجمعين وأمر بخشيته وحده.
قال تعالى: ﴿إِنَّا أَنْزَلْنَا التَّوْرَاةَ فِيهَا هُدًى وَنُورٌ يَحْكُمُ بِهَا النَّبِيُّونَ الَّذِينَ أَسْلَمُوا لِلَّذِينَ هَادُوا وَالرَّبَّانِيُّونَ وَالْأَحْبَارُ بِمَا اسْتُحْفِظُوا مِنْ كِتَابِ اللَّهِ وَكَانُوا عَلَيْهِ شُهَدَاءَ فَلَا تَخْشَوُا النَّاسَ وَاخْشَوْنِ وَلَا تَشْتَرُوا بِآيَاتِي ثَمَنًا قَلِيلًا وَمَنْ لَمْ يَحْكُمْ بِمَا أَنْزَلَ اللَّهُ فَأُولَئِكَ هُمُ الْكَافِرُونَ ۝٤٤﴾ [ المائدة:44]، ﴿وَمِنْ حَيْثُ خَرَجْتَ فَوَلِّ وَجْهَكَ شَطْرَ الْمَسْجِدِ الْحَرَامِ وَحَيْثُ مَا كُنْتُمْ فَوَلُّوا وُجُوهَكُمْ شَطْرَهُ لِئَلَّا يَكُونَ لِلنَّاسِ عَلَيْكُمْ حُجَّةٌ إِلَّا الَّذِينَ ظَلَمُوا مِنْهُمْ فَلَا تَخْشَوْهُمْ وَاخْشَوْنِي وَلِأُتِمَّ نِعْمَتِي عَلَيْكُمْ وَلَعَلَّكُمْ تَهْتَدُونَ ۝١٥٠﴾ [ البقرة:150].
وقد ذكره الله تعالى في كتابه عن سادات المقربين من الملائكة والأولياء والصالحين.
قال الله تعالى: ﴿يَخَافُونَ رَبَّهُمْ مِنْ فَوْقِهِمْ وَيَفْعَلُونَ مَا يُؤْمَرُونَ ۝٥٠﴾ [ النحل:50]، وقال الله تعالى: ﴿يَعْلَمُ مَا بَيْنَ أَيْدِيهِمْ وَمَا خَلْفَهُمْ وَلَا يَشْفَعُونَ إِلَّا لِمَنِ ارْتَضَى وَهُمْ مِنْ خَشْيَتِهِ مُشْفِقُونَ ۝٢٨﴾ [ الأنبياء:28]، وقال تعالى: ﴿إِنَّ الَّذِينَ هُمْ مِنْ خَشْيَةِ رَبِّهِمْ مُشْفِقُونَ ۝٥٧﴾ [ المؤمنون:57]، وقال تعالى: ﴿الَّذِينَ يُبَلِّغُونَ رِسَالَاتِ اللَّهِ وَيَخْشَوْنَهُ وَلَا يَخْشَوْنَ أَحَدًا إِلَّا اللَّهَ وَكَفَى بِاللَّهِ حَسِيبًا ۝٣٩﴾ [ الأحزاب:39].
ووعد الله بنصر الدنيا وبثواب الآخرة لأهل الخوف، وذلك إنما يكون لأنهم أدوا الواجب، ويدل عليه قوله تعالى: ﴿وَقَالَ الَّذِينَ كَفَرُوا لِرُسُلِهِمْ لَنُخْرِجَنَّكُمْ مِنْ أَرْضِنَا أَوْ لَتَعُودُنَّ فِي مِلَّتِنَا فَأَوْحَى إِلَيْهِمْ رَبُّهُمْ لَنُهْلِكَنَّ الظَّالِمِينَ ۝١٣ وَلَنُسْكِنَنَّكُمُ الْأَرْضَ مِنْ بَعْدِهِمْ ذَلِكَ لِمَنْ خَافَ مَقَامِي وَخَافَ وَعِيدِ ۝١٤﴾ [ إبراهيم:13-14].
قال السُّدِّي في قوله تعالى:{الَّذِينَ إِذَا ذُكِرَ اللهُ وَجِلَتْ قُلُوبُهُمْ}[الأنفال:2]: «هو الرجل يريد أن يظلم أو يَهِمَّ بمعصية فَيْنزِعَ عنه».
والخوف من الله من أسباب دخول الجنة، قال مجاهد في قوله تعالى: ﴿وَلِمَنْ خَافَ مَقَامَ رَبِّهِ جَنَّتَانِ ۝٤٦﴾ [ الرحمن:46]، «هو الرجل يهم بالمعصية فيذكر مقامه بين يدي الله -عز وجل- فيخاف فيتركها فله جنتان»
وجاء في البخاري ومسلم
روي عن أبي هريرة أن رسول اللّه ﷺ قال: 
| خوف (إسلام) | أَسَرف رجل على نفسه، فلما حضره الموت أوصى بنيه فقال: إذا أنا مت فأحرقوني، ثم اسحقوني، ثم اذْرُوني في الريح في البحر، فوالله لئن قدر علي ربي ليعذبني عذابا ما عذبه به أحدا، قال: ففعلوا ذلك به، فقال للأرض: أدي ما أخذت، فإذا هو قائم، فقال له: ما حملك على ما صنعت؟ فقال: خشيتك، يا رب -أو قال مخافتك- فغفر له بذلك | خوف (إسلام) |

.
وأخبر النبي (صلى الله عليه وسلم) أن الصالحين في وجل دائم من ربهم، وأنهم لايغترون بالأعمال الصالحة.
عن عائشة () قالت: قلت: يا رسول الله ﴿وَالَّذِينَ يُؤْتُونَ مَا آتَوْا وَقُلُوبُهُمْ وَجِلَةٌ أَنَّهُمْ إِلَى رَبِّهِمْ رَاجِعُونَ ۝٦٠﴾ [ المؤمنون:60]، أهو الذي يزني، ويسرق، ويشرب الخمر؟ قال: ((لا، يا بنت أبي بكر أو يا بنت الصديق ولكنه الرجل يصوم، ويتصدق، ويصلي، وهو يخاف أن لا يتقبل منه)).

## الفرق بين الخوف والقنوط
يعتقد علماء أهل السنة والجماعة أن الخوف المقصود به في القرآن والسنة، والمأمور به المسلم، هو الخوف الذي يحول بين المرء وبين ماحرم الله، مع رجاءه بفضل الله ورحمته، وعدم يأسه وانقطاعه.
أما القنوط: فهو عبارة عن يأس مفرط يظهر أثره في الشخص فيتضاءل وينكسر أي مبالغ في قطع الرجاء من فضل الله تعالى ورحمته.
قال تعالى: ﴿قُلْ يَا عِبَادِيَ الَّذِينَ أَسْرَفُوا عَلَى أَنْفُسِهِمْ لَا تَقْنَطُوا مِنْ رَحْمَةِ اللَّهِ إِنَّ اللَّهَ يَغْفِرُ الذُّنُوبَ جَمِيعًا إِنَّهُ هُوَ الْغَفُورُ الرَّحِيمُ ۝٥٣ وَأَنِيبُوا إِلَى رَبِّكُمْ وَأَسْلِمُوا لَهُ مِنْ قَبْلِ أَنْ يَأْتِيَكُمُ الْعَذَابُ ثُمَّ لَا تُنْصَرُونَ ۝٥٤﴾ [ الزمر:53-54]، وقال تعالى: ﴿وَاكْتُبْ لَنَا فِي هَذِهِ الدُّنْيَا حَسَنَةً وَفِي الْآخِرَةِ إِنَّا هُدْنَا إِلَيْكَ قَالَ عَذَابِي أُصِيبُ بِهِ مَنْ أَشَاءُ وَرَحْمَتِي وَسِعَتْ كُلَّ شَيْءٍ فَسَأَكْتُبُهَا لِلَّذِينَ يَتَّقُونَ وَيُؤْتُونَ الزَّكَاةَ وَالَّذِينَ هُمْ بِآيَاتِنَا يُؤْمِنُونَ ۝١٥٦﴾ [ الأعراف:156].
قال أحمد المقدسي في كتابه مختصر منهاج القاصدين: «فائدة الخوف الحذر، والورع، والتقوى، والمجاهدة والفكر، والذكر، والتعبد وسائر الأسباب التي توصل إلى الله تعالى، وكل ذلك يستدعى الحياة، مع صحة البدن وسلامة العقل، فإذا قدح في ذلك شيء، كان مذموماً. فإن الخوف المفرط، فهو كالذي يقوى ويجاوز حد الاعتدال حتى يخرج إلى اليأس والقنوط، فهو أيضاً مذموم، لأنه يمنع من العمل».
قال شارح الطحاوية ابن أبي العز الحنفي: «يجب أن يكون العبد خائفا راجيا، فإن الخوف المحمود الصادق: ما حال بين صاحبه وبين محارم الله، فإذا تجاوز ذلك خيف منه اليأس والقنوط».
قال ابن رجب: «ولا ننكر أن خشية الله وهيبته وعظمته في الصدور وإجلاله مقصود أيضاً، ولكن القدر النافع من ذلك ما كان عوناً على التقرب إلى الله بفعل ما يحبه وترك ما يكرهه، ومتى صار الخوف مانعاً من ذلك وقاطعاً عنه فقد انعكس المقصود منه».

## الأسباب الجالبة للخوف من الله وحده
ذهب العالم الإسلامي ابن القيم إلى أن الخوف ينشأ من ثلاثة أمور: أحدها: معرفته بالجناية وقبحها، والثاني: تصديق الوعيد وأن الله رتب على المعصية عقوبتها، والثالث: أنه لا يعلم لعله يمنع من التوبة ويحال بينه وبينها إذا ارتكب الذنب، فبهذه الأمور الثلاثة يتم له الخوف، وبحسب قوتها وضعفها تكون قوة الخوف وضعفه.

## الأسباب التي تحسم مادة الخوف من غير الله
ويعتقد ابن القيم الجوزية إلى أن الأسباب التي تحسم مادة الخوف من غير الله: هو التسليم لله، فإن من سلم لله واستسلم له، وعلم أن ما أصابه لم يكن ليخطئه، وما أخطأه لم يكن ليصيبه، وعلم أنه لن يصيبه إلا ما كتب الله له، لم يبق لخوف المخلوقين في قلبه موضع أيضا، فإن نفسه التي يخاف عليها قد سلمها إلى وليها ومولاها، وعلم أنه لا يصيبها إلا ما كتب لها، وأن ما كتب لها لا بد أن يصيبها، فلا معنى للخوف من غير الله بوجه. ويدل على هذا حديث ابن عباس رضي الله عنه، قال: كنت خلف رسول الله ﷺ يوما، فقال: ((يا غلام إني أعلمك كلمات، احفظ الله يحفظك، احفظ الله تجده تجاهك، إذا سألت فاسأل الله، وإذا استعنت فاستعن بالله، واعلم أن الأمة لو اجتمعت على أن ينفعوك بشيء لم ينفعوك إلا بشيء قد كتبه الله لك، ولو اجتمعوا على أن يضروك بشيء لم يضروك إلا بشيء قد كتبه الله عليك، رفعت الأقلام وجفت الصحف)).
وكذلك ذكر الله يذهب عن القلب مخاوفه كلها وله تأثير عجيب في حصول الأمن فليس للخائف الذي قد اشتد خوفه أنفع من ذكر الله إذ بحسب ذكره يجد الأمن ويزيل خوفه حتى كأن المخاوف التي يجدها أمان له والغافل خائف مع أمنه حتى كأن ماهو فيه من الأمن كله مخاوف ومن له أدنى حس قد جرب هذا. ويدل على هذا قوله تعالى: ﴿الَّذِينَ قَالَ لَهُمُ النَّاسُ إِنَّ النَّاسَ قَدْ جَمَعُوا لَكُمْ فَاخْشَوْهُمْ فَزَادَهُمْ إِيمَانًا وَقَالُوا حَسْبُنَا اللَّهُ وَنِعْمَ الْوَكِيلُ ۝١٧٣﴾ [ آل عمران:173].

## أقسام الخوف من جهة الحكم
قسم بعض علماء المسلمين الخوف من جهة الحكم إلى أربعة أقسام:
القسم الأول: الخوف الشركي: وهو خوف العبادة والتذلل والتعظيم والخضوع، وهو ما يسمى بخوف السر؛ وهذا لا يصلح إلا لله - سبحانه -، فمن أشرك فيه مع الله غيره; فهو مشرك شركا أكبر، وذلك مثل: من يخاف من الأصنام أو الأموات، أو من يزعمونهم أولياء ويعتقدون نفعهم وضرهم; كما يفعله بعض عباد القبور يخاف من صاحب القبر أكثر مما يخاف الله.
ويدخل في الخوف الشركي: أن يخاف من غير الله أن يصيبه بما يشاء من مرض أو فقر أو قتل ونحو ذلك بقدرته ومشيئته، فمتى ما خاف العبد من غير الله تعالى، وظن أنه قادر على أن يصيبه بمكروه بمشيئته وقدرته وإن لم يباشره، فهذا شرك أكبر، لأنه اعتقاد للنفع والضر في غير الله. وقد أخبر الله عن المشركين الذين يعتقدون في آلهتهم ذلك الاعتقاد، ولهذا يُخَوِّفون بها أولياء الرحمن، كما قال قوم هود الذين عندما خوفوه بآلهتهم فقالوا: ﴿إِنْ نَقُولُ إِلَّا اعْتَرَاكَ بَعْضُ آلِهَتِنَا بِسُوءٍ قَالَ إِنِّي أُشْهِدُ اللَّهَ وَاشْهَدُوا أَنِّي بَرِيءٌ مِمَّا تُشْرِكُونَ ۝٥٤﴾ [ هود:54].
القسم الثاني: الخوف المحرم: وهو أن يترك ما يجب عليه من جهاد وأمر بالمعروف ونهي عن المنكر لغير عذر خوفا من بعض الناس، مثل أن يترك الأمر بالمعروف خوفا على عرضه، وأن يطيل ثوبه أو يحلق لحيته خوفا من انتقادات الناس، ويدل عليه قوله تعالى: ﴿إِنَّمَا ذَلِكُمُ الشَّيْطَانُ يُخَوِّفُ أَوْلِيَاءَهُ فَلَا تَخَافُوهُمْ وَخَافُونِ إِنْ كُنْتُمْ مُؤْمِنِينَ ۝١٧٥﴾ [ آل عمران:175].
القسم الثالث: الخوف الطبيعي: وهو الخوف الذي لم يقارنه تعظيم وذل ممن خيف منه، وكان سببا صحيحا، كالخوف من عدو، ولص، وسبع، وغرق، ونحو ذلك، فهذا لا يذم، ودليله قوله تعالى: ﴿فَخَرَجَ مِنْهَا خَائِفًا يَتَرَقَّبُ قَالَ رَبِّ نَجِّنِي مِنَ الْقَوْمِ الظَّالِمِينَ ۝٢١﴾ [ القصص:21]، والخوف الطبيعي ليس بمذموم مطلقا إلا حين يصل إلى حد ترك ما أوجب الله تعالى، كمن يترك الجهاد الواجب في سبيل الله خوف القتل أو العدو.
القسم الرابع: الخوف الوهمي: وهو الخوف الذي ليس له سبب أصلا، أو له سبب ضعيف، مثل أن يرى ظل شجرة تهتز، فيظن أن هذا عدو يتهدده، فهذا مذموم يدخل صاحبه في وصف الجبناء، وهو من الأخلاق الرذيلة.

## روابط خارجية
أنواع الخوف وحكم كل نوع - إسلام ويب